# Nino Filastò
Nino Filastò, né le 19 janvier 1938 à Florence et mort le 29 décembre 2021 à Florence, est un avocat, dramaturge et écrivain de romans policiers italien.

## Biographie
Après des études en droit à l'Université de Florence, il travaille de 1957 à 1961 dans une grande agence publicitaire. Dès 1958, il fonde un groupe de théâtre expérimental dans lequel il assure les fonctions de régisseur, de metteur en scène et de dramaturge jusqu'en 1972. En 1967, Il devient un avocat bien connu pour ses participations à plusieurs procès à fort retentissement médiatique, dont l’affaire du Monstre de Florence et le naufrage du Moby Prince.
En tant qu’écrivain, il publie d'abord La Proposition (1984), roman qui mêle le roman policier à la science-fiction. Il fait paraître ensuite une douzaine de romans essentiellement du domaine policier.  Cinq de ses œuvres ont été traduites en France.  Après une première publication chez Albin Michel, il apparaît chez Gallimard, d'abord dans la collection La Noire, puis à la Série Noire. Il est également l’auteur de deux essais sur le mystère du « Monstre de Florence » : Pacciani innocente et Storia delle merende infami.

## Œuvre

### Romans
- La proposta (1984) Publié en français sous le titre La Proposition, Paris, Gallimard, coll. La Noire, 1996.
- La tana dell'oste (1986) Publié en français sous le titre Le Repaire de l’aubergiste, Paris, Albin Michel, coll. Spécial Policier, 1989.
- Tre giorni nella vita dell'avvocato Scalzi, ou Nella terra di nessuno (1989)
- Incubo di signora (1990) Publié en français sous le titre Cauchemar de dame, Paris, Gallimard, coll. La Noire, 1993.
- Pacciani innocente (1994)
- La moglie egiziana (1995) Publié en français sous le titre L’Épouse égyptienne, Paris, Gallimard, Série noire no 2498, 1998.
- La notte delle rose nere (1997) Publié en français sous le titre La Nuit des roses noires, Paris, Gallimard, Série noire no 2600, 2001.
- Forza maggiore (2002)
- Il peposo di Maestro Filippo (2003)
- Aringa rossa (2004)
- Storia delle merende infami (2005)
- L'alfabeto di Eden (2007)

### Recueil de nouvelles
- Fuga da Eden, ou Fuga dal paradiso (1993)

### Essais
- Pacciani innocente (1994)
- Storia delle merende infami (2005)

## Sources
- Claude Mesplède (dir.), Dictionnaire des littératures policières, vol. 1 : A - I, Nantes, Joseph K, coll. « Temps noir », 2007, 1054 p. (ISBN 978-2-910-68644-4, OCLC 315873251), p. 736.